# Pentaphlebia
Pentaphlebia is een geslacht van libellen (Odonata) uit de familie van de Amphipterygidae (Bergvlamjuffers).

## Soorten
Pentaphlebia omvat 2 soorten:
- Pentaphlebia gamblesi Parr, 1977
- Pentaphlebia stahli Förster, 1909